# Hollands Welvaart
De Hollands Welvaart is een koren- en pelmolen in Mensingeweer in de gemeente Het Hogeland in de Nederlandse provincie Groningen.
De molen werd in 1855 door molenmaker Henderikus ten Have in/aan het pand Eenrummerweg 5/hoek Molenweg te Mensingeweer gebouwd voor eigen gebruik. Al snel verkocht hij echter de molen en tot in de jaren zeventig van de twintigste eeuw is de molen professioneel in gebruik geweest. Na enkele restauraties dient de molen als koffie- en theeschenkerij, van Pasen tot en met oktober geopend . De molen ligt direct aan het Pieterpad, Het interieur van de molen is echter in de oorspronkelijke staat aanwezig en de molen is regelmatig op vrijwillige basis in bedrijf. Het monument was eigendom van de gemeente De Marne, sinds juni 2013 is de molen eigendom van Het Groninger Landschap. 